# Disgelo (politica)

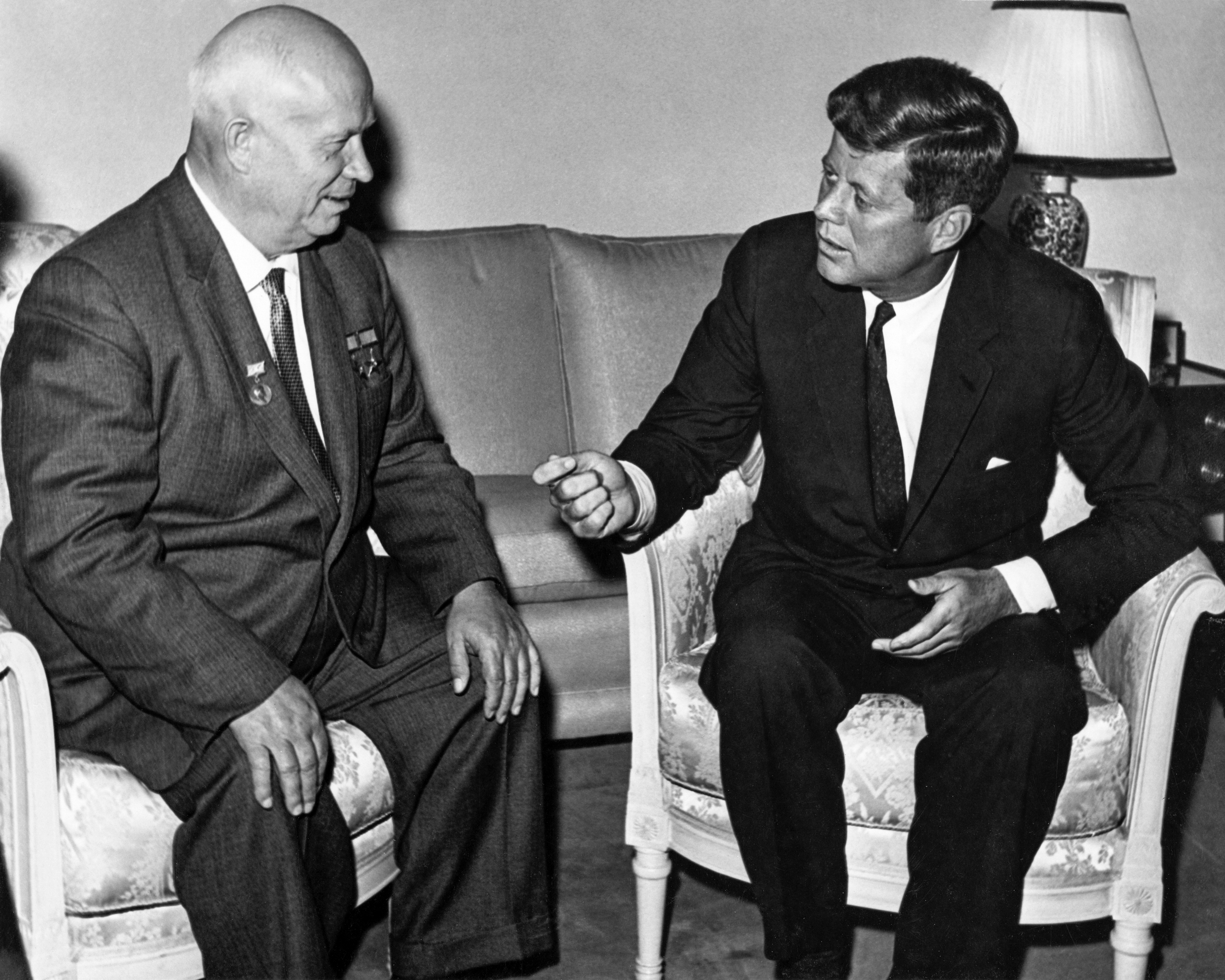
Nikita Chruščёv incontra il presidente degli Stati Uniti John F. Kennedy

Il disgelo (in russo оттепель?, ottepel'), così chiamato per antonomasia dal titolo omonimo del romanzo di Ėrenburg, fu il processo del tentativo di democratizzazione interna e di distensione internazionale avviato in Unione Sovietica da Nikita Chruščёv negli anni della sua permanenza al vertice del PCUS, tra la morte di Stalin (1953) e la propria destituzione (1964). Fu attuato principalmente attraverso le politiche di destalinizzazione (negli affari interni) e di coesistenza pacifica (negli affari esteri).

## Storia

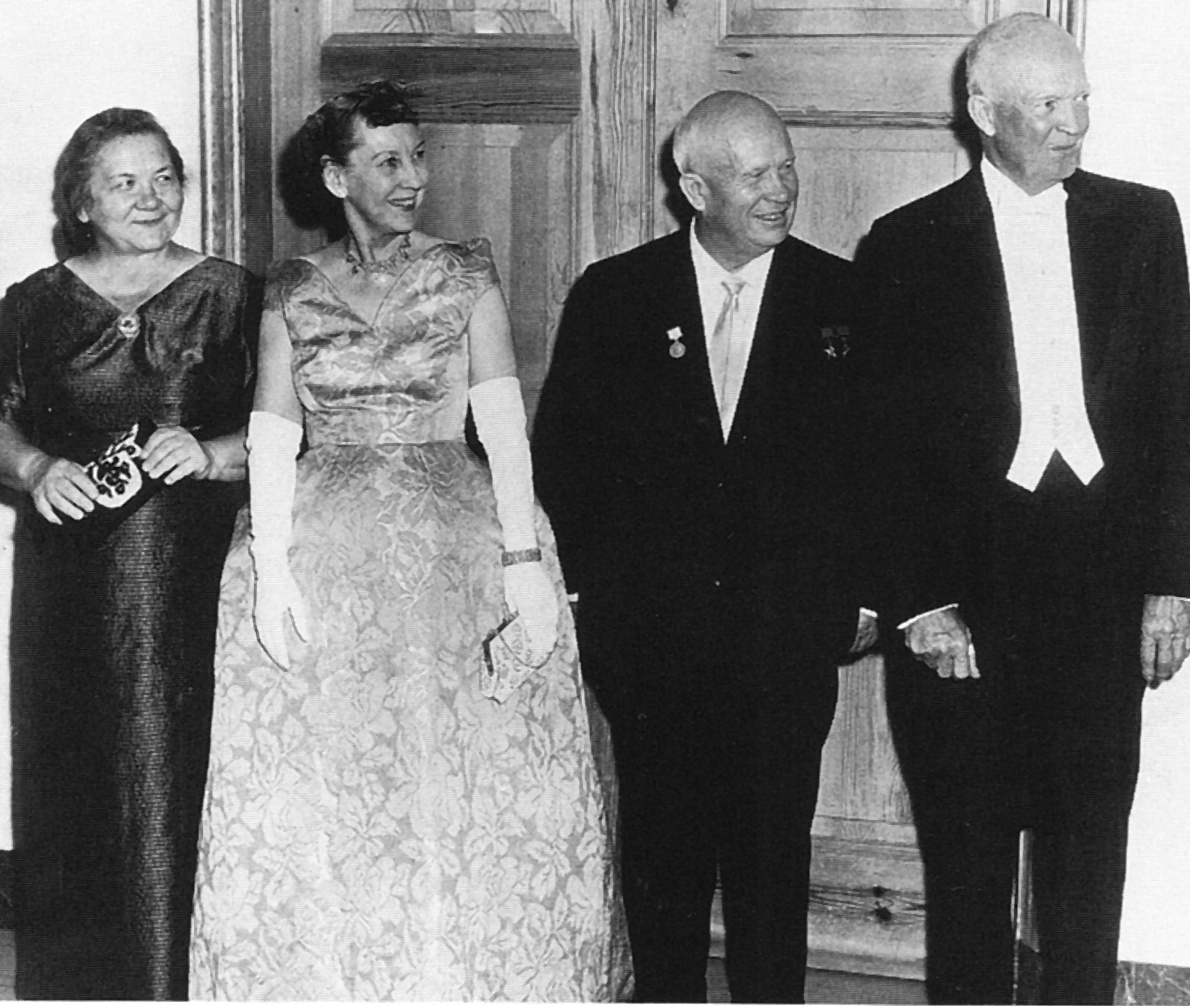
Chruščёv in visita ufficiale nel 1959 negli Stati Uniti, a cena con il presidente Eisenhower.

Nel 1953 morì Stalin. Gli succedettero Malenkov, che sin da subito per primo ritenne di dover denunciare il culto della personalità sin dai giorni successivi alla morte del dittatore georgiano:
(Georgij Maksimilianovič Malenkov, 10 marzo 1953)
Nel frattempo Chruščёv iniziò a eliminare tutti quei dirigenti troppo conservatori e vicini alla linea dura stalinista, partendo da Berija (responsabile dell'Affare di Leningrado) e proseguendo con altri. Egli inoltre intraprese una serie di viaggi durante gli anni '50 per riallacciare delle relazioni diplomatiche e commerciali con tutti i paesi con i quali Stalin aveva rotto i rapporti (Jugoslavia, Cina, Stati Uniti), tanto che al Vertice di Ginevra del 1955 si parlava già apertamente di "disgelo".
Il vero momento fondamentale fu il XX Congresso del PCUS del 1956, quando Chruščёv pronunciò il famoso discorso di denuncia dei crimini dello stalinismo e del suo culto della personalità (noto anche "rapporto segreto"). Già nei mesi successivi furono presi provvedimenti concreti per porre rimedio ai trent'anni di stalinismo: furono chiusi i Gulag (riabilitando milioni di persone innocenti e Chruščёv stesso approvò la pubblicazione nel 1962 del libro Una giornata di Ivan Denisovič, di Aleksandr Solženicyn ), si tennero conferenze internazionali, si idearono le prime forme di libertà di parole e di comunicazione, si svilupparono le prime forme di consumismo (che portarono a delle mostre internazionali anche nell'URSS, come quella del 1959 quando avvenne il famoso dibattito in cucina) e furono create milioni di case con il piano settennale lanciato nel 1958.

## Fine del "disgelo"
Chruščёv fu destituito nell'ottobre 1964 e il disgelo perse molta consistenza negli anni successivi, con l'avvento al potere di Leonid Brežnev. Aleksej Kosygin, il nuovo Presidente del Consiglio dell'URSS, cercò di attuare un ulteriore piano di riforme nel 1965, ma l'opposizione interna del partito guidata da Breznev stesso riuscì a diminuirne la portata, seppur con dei risultati interessanti.